# Ostenwalde (Werlte)
Ostenwalde ist ein Ortsteil der Stadt Werlte, Samtgemeinde Werlte, im niedersächsischen Landkreis Emsland.

## Geografie

### Geografische Lage
Ostenwalde liegt im Nordosten des Landkreises etwa sechs Kilometer westlich von Werlte. Die Kreisstadt Meppen liegt etwa 29 Kilometer südwestlich von Ostenwalde.
Das Naturschutzgebiet Theikenmeer liegt östlich des Dorfes. Die Bahnstrecke der ehemaligen Hümmlinger Kreisbahn, jetzt Emsländische Eisenbahn, verläuft durch das Dorf. Bis Mitte der 1990er Jahre gab es ein Anschlussgleis, an dem Öl auf die Bahn verladen wurde; die Reste des Ölwerkes auf der gegenüberliegenden Seite der Straße sind 2005 entfernt worden.

## Geschichte

### Eingemeindung
Mit dem Gesetz zur Neugliederung der Gemeinden in den Räumen Leer und Aschendorf-Hümmling am 1. Januar 1973 wurde das einst selbstständige Dorf Ostenwalde in die Gemeinde Werlte eingegliedert.

### Einwohnerentwicklung

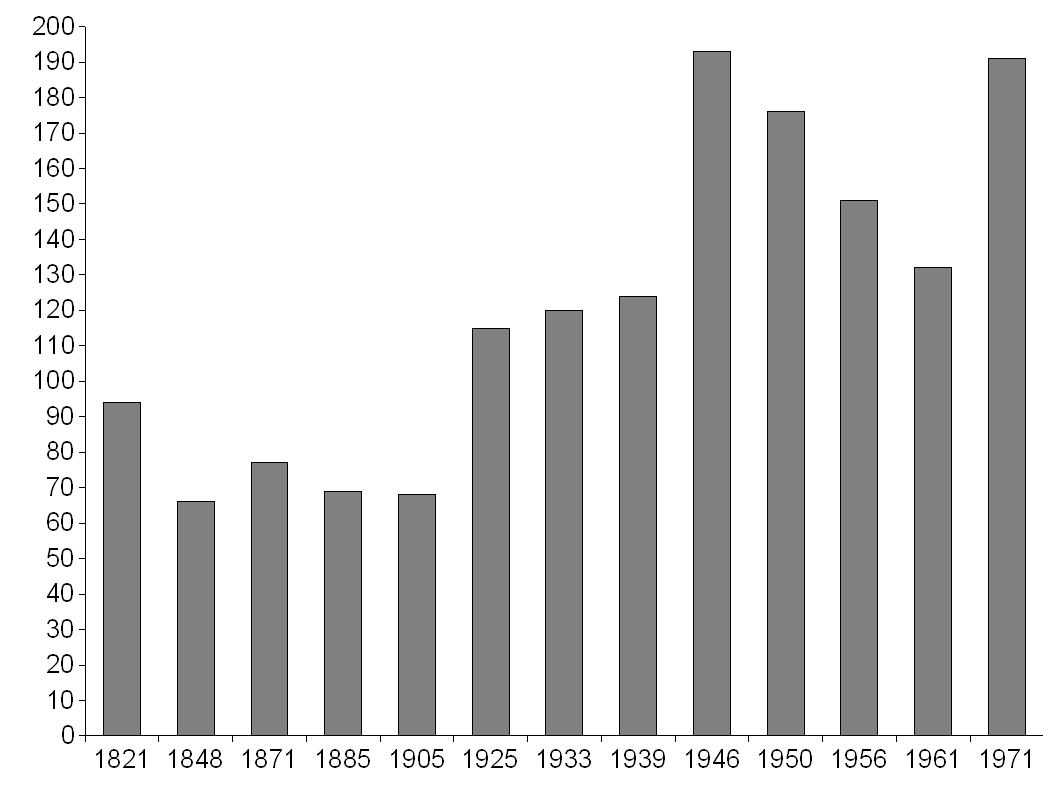
Einwohnerentwicklung von Ostenwalde zwischen 1821 und 1971

| Jahr | Einwohner |
| ---- | --------- |
| 1821 | 94        |
| 1848 | 66        |
| 1871 | 77        |
| 1885 | 69        |
| 1905 | 68        |
| 1925 | 115       |
| 1933 | 120       |
| 1939 | 124       |
| 1946 | 193       |
| 1950 | 176       |
| 1956 | 151       |
| 1961 | 132       |
| 1971 | 191       |